# Ландшафтний комплекс Чанган
Ландшафтний комплекс Чанган (Чанг Ан) (в'єтн. Quần thể danh thắng Tràng An) — історичний комплекс є об'єктом всесвітньої природно-культурної спадщини. Складається з трьох охоронних територій: культурно-історичний комплекс «Давня столиця Хоали», комплекс Чанган-Тамкок-Бітьдонг і незайманий ліс Хоали. Розташований у провінції Ніньбінь, в 100 км на південь від столиці В'єтнаму міста Ханой. Загальна площа — майже 6200 гектарів.

## Опис
Комплекс Чанган-Тамкок-Бітьдонг займає площу 2100 гектарів. Комісією ЮНЕСКО були визнані унікальні печери у вапнякових горах з різнокольоровими сталактитами і сталагмітами як природний феномен, простір виняткової природної краси й естетичної важливості. Екосистема простягається на 10 км і складається майже з 50 печер і 30 підземних озер. Найвідоміші печери: Шео, Науриоу, Діалінь, Шіньзиок, Мей, Той, Тхунгбінь. Район Чанган також називають «Затокою Халонг на суші».
На території комплексу знаходяться також пам'ятки: пагода Байдін і давня столиця Хоали. Столиця держави була перенесена королем Лі Конг Уан у Тханглонг (Ханой) у 1010 році. Стара фортеця Хоали зруйнувалася, ранні історичні пам'ятники міста належать до правління династії Дінь — другої половини X століття. Збереглися храми Дінь Т'єн Хоанг і його синів, храм Ле, присвячений Ле Дай Ханю, королеві Зионг Ван Нгаі та їх синам. На захід від давньої столиці Хоали й в 15 км від міста Ніньбінь розташована найбільша у В'єтнамі пагода Байдін, яка відома найбільшою у Південно-Східній Азії бронзовою статуєю Будди.
Екскурсію по Чангану можна зробити по річці Шаокхе. З причалу Чанг-ан можна здійснювати водну подорож долинами річок, через печери та озера, які з'єднані між собою. Туристів, які приїжджають сюди, привертають величні вапнякові гори, які відображаються у смарагдово-зеленій воді. Під час дозрівання рису поля, що знаходяться біля підніжжя гір, покриваються суцільним золотистим килимом, оточеним зеленню, що створює романтичне видовище.

## Галерея

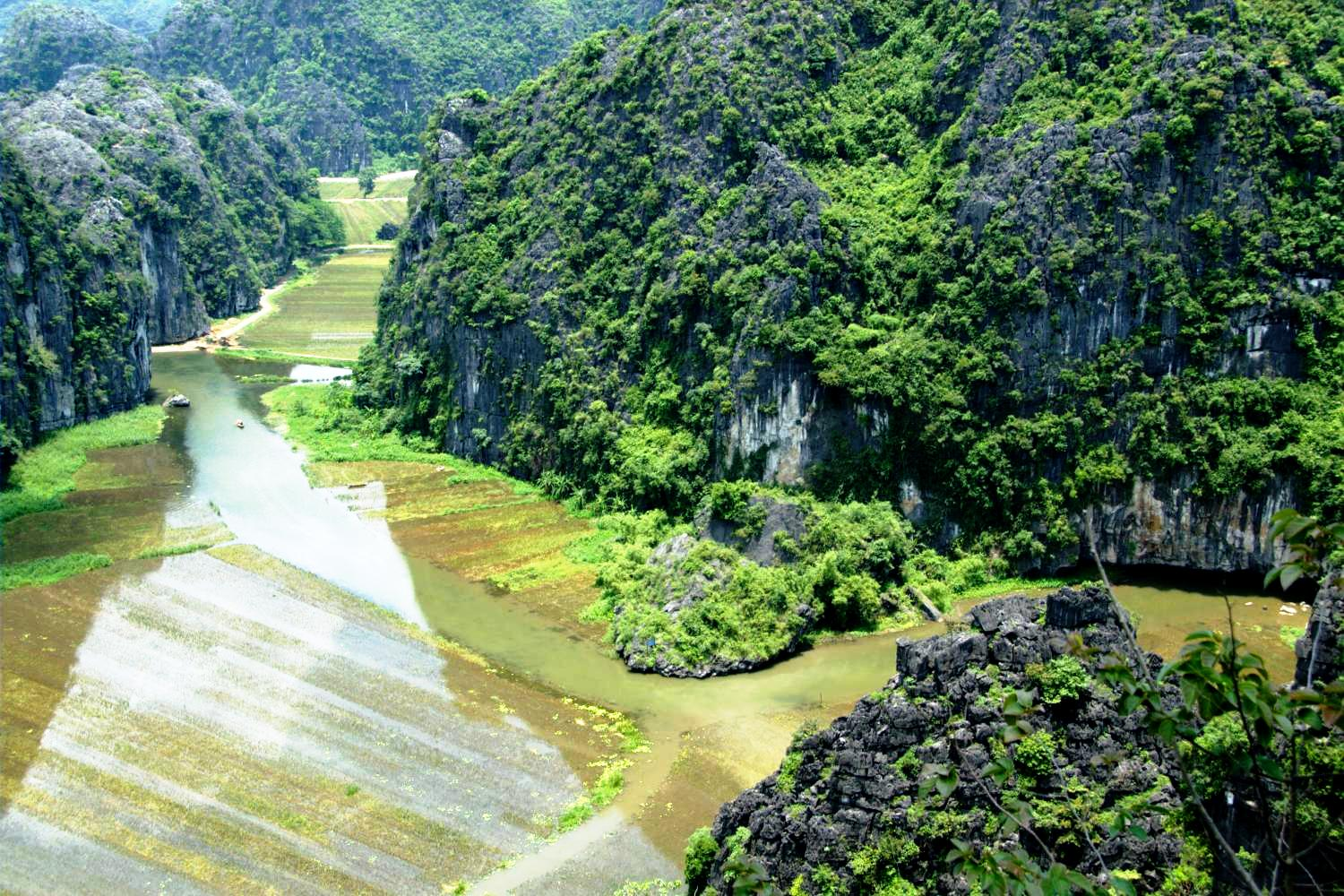
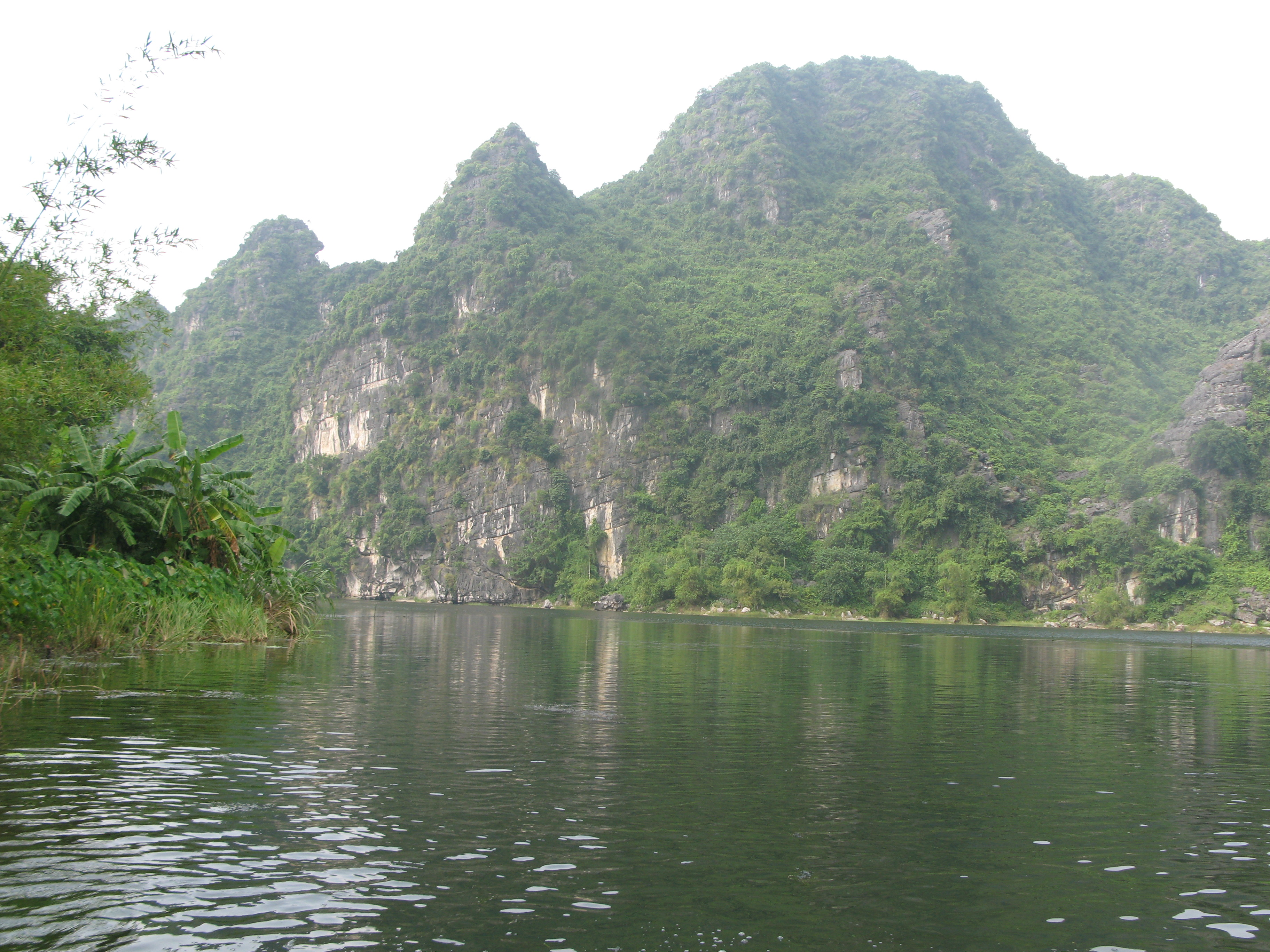
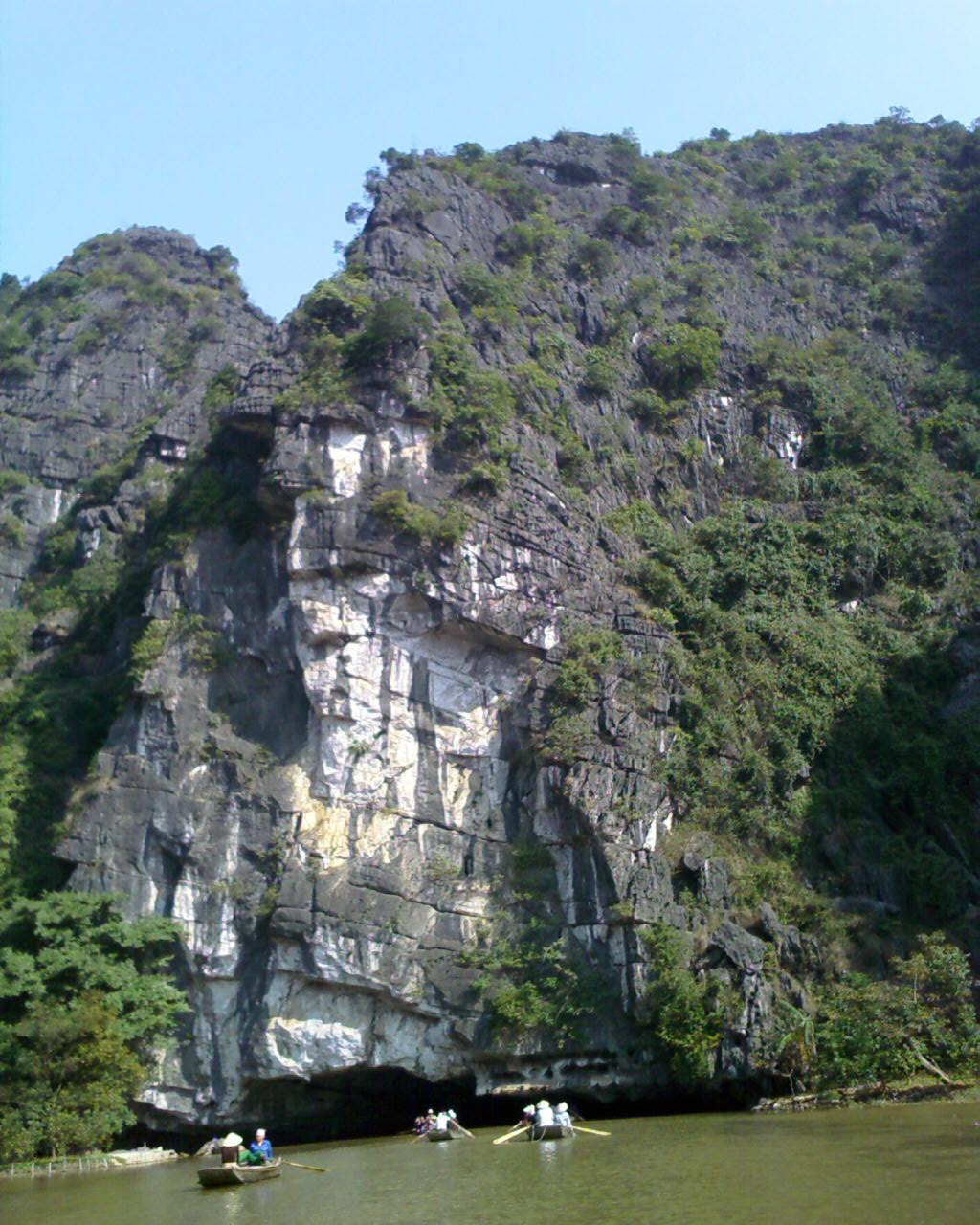
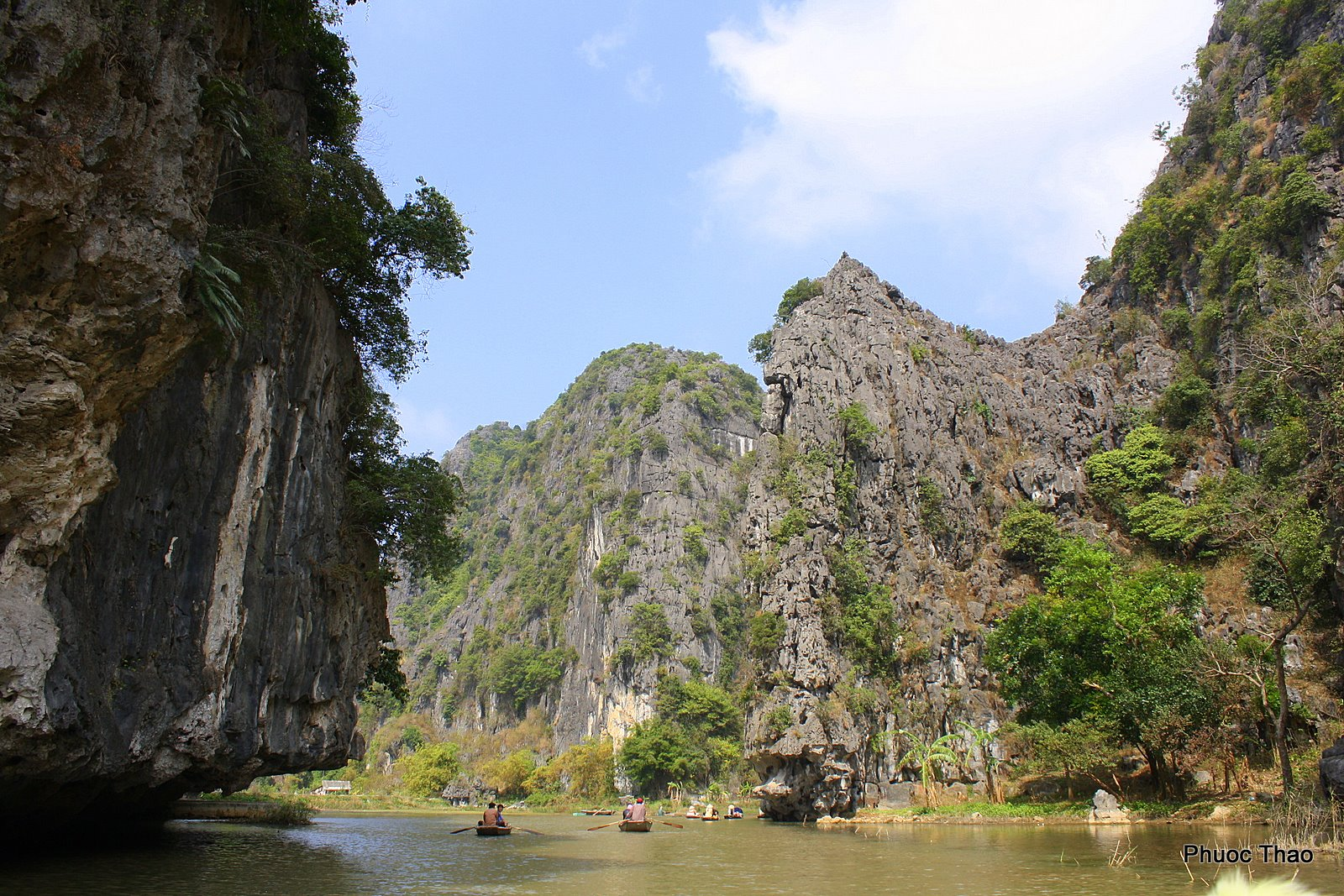
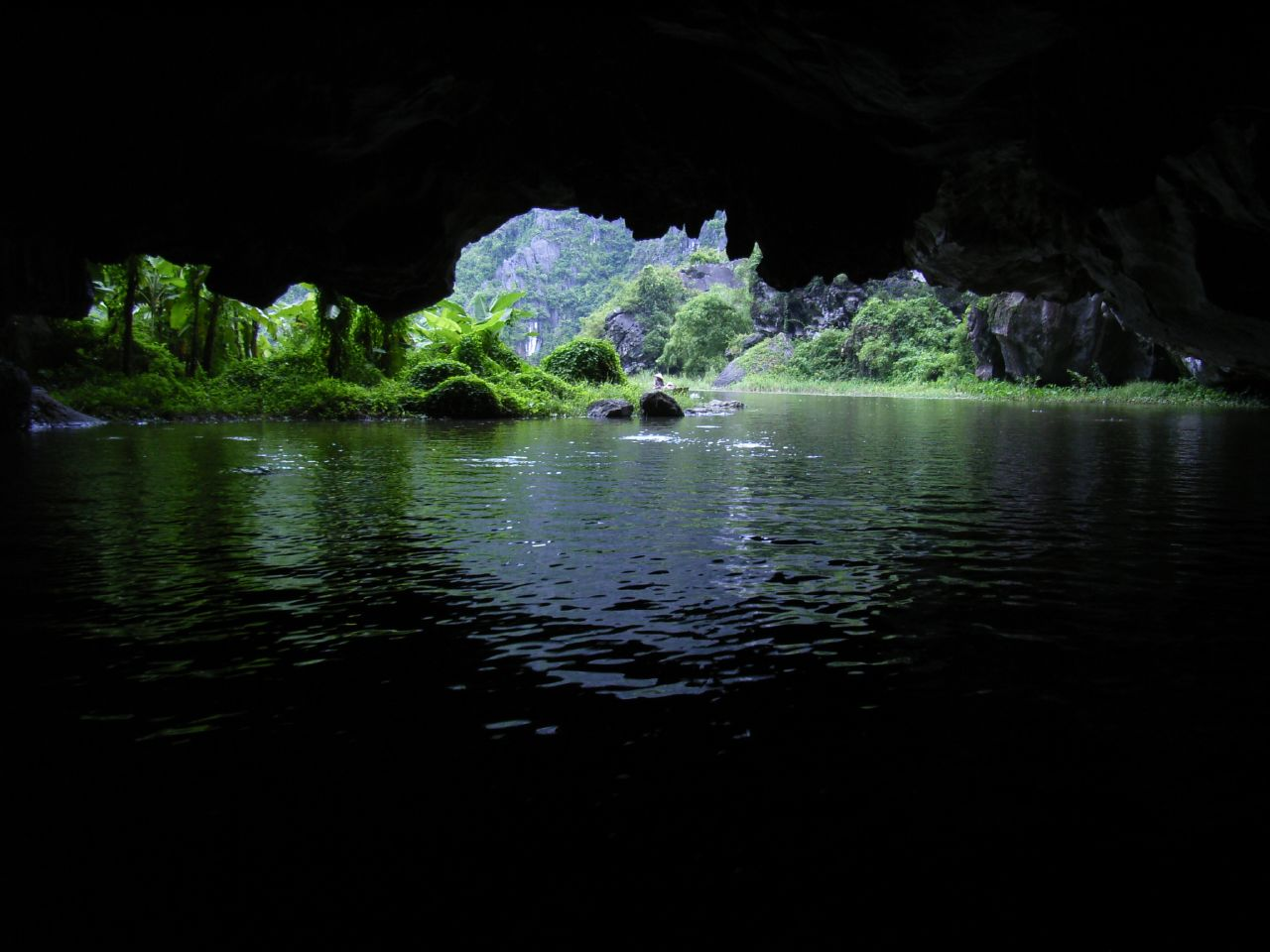